# Разумович, Сергей Петрович
Сергей Петрович Разумович (12 января 1968, Борисов, Минская область) — советский и белорусский футболист, защитник, белорусский футбольный тренер. Мастер спорта РБ.

## Биография
Воспитанник футбольной секции города Жодино, первый тренер — Пётр Иванович Михеев. Во взрослом футболе дебютировал в 1986 году во второй лиге СССР в клубе «Витязь» (Витебск). Затем до распада СССР играл в чемпионате Белорусской ССР среди КФК.
Весной 1992 года выступал в первом независимом чемпионате Беларуси за клуб «Шахтёр» (Солигорск). Летом того же года перешёл в «Фандок» (позднее — ФК «Бобруйск»), где провёл три с половиной года, сыграв почти 100 матчей. Финалист Кубка Беларуси 1993/94, участник матчей Кубка обладателей кубков. После расформирования «Бобруйска» провёл один сезон в могилёвском «Днепре».
В 1997 году перешёл в «Белшину», где провёл три сезона. Серебряный (1997) и бронзовый (1998) призёр чемпионата страны, двукратный обладатель Кубка Беларуси (1997, 1999).
С 2000 года играл в низших лигах за клубы «Свислочь-Кровля» (Осиповичи) и «Днепр-ДЮСШ-1» (Рогачёв). В 2003 году вернулся в игравшую в высшей лиге «Белшину», но провёл только 7 матчей, после чего завершил карьеру.
Всего в высшей лиге Беларуси сыграл 206 матчей, забил 4 гола.
После окончания игровой карьеры много лет работал в тренерском штабе «Белшины» с детско-юношескими командами и дублем, входил в тренерский штаб основной команды. По состоянию на 2020 год — главный тренер дублирующего состава команды. Также входил в тренерский штаб юниорской сборной Беларуси.
Окончил Белорусский государственный университет физической культуры.